# Unión de Bienestar Social de la Región Triqui
La Unión de Bienestar Social de la Región Triqui (Ubisort) es un grupo paramilitar. Fue creada por el Partido Revolucionario Institucional (PRI) en 1994.
La Ubisort es uno de los actores políticos que defienden a su pueblo étnico de la región triqui, en torno a la población de San Juan Copala, que ha sido uno de los centros más notables del pueblo triqui. Aunque se suele señalar que se trata de un conflicto ancestral, no se puede obviar el hecho de que las condiciones políticas y sociales de La Mixteca han acendrado la violencia en la comunidad triqui. Con el objeto de someter los movimientos sociales protagonizados por los triquis a partir de la segunda mitad de la década de 1980, el gobierno de Oaxaca alentó la formación de la Ubisort, que desde entonces ha rivalizado con el MULT y su escisión, el MULTI. El MULT en sus orígenes fue un movimiento de base popular que con el apoyo del gobierno de Oaxaca, una organización muy violenta que ha asesinado a numerosos triquis en san juan copala y terminó invadiendo el pueblo por un asalto final, a través de la organización MULT terminó convirtiéndose en el Mini Partido de Unidad Popular. (Partido Paramilitar Unidad Popular, recientemente se ha involucrado en el conflicto en San Francisco Telixtlahuaca, el propio líder estatal de ese minipartido asesinó a sangre fría a un albañil que andaba desarmado ( http://www.diarioaxaca.com/capital/7-capital/61608-lider-del-mult-es-un-asesino-isabel-trujillo ) 26 de febrero de 2014. La cercanía creciente entre el gobierno oaxaqueño y el MULT ocasionó la salida de numerosos miembros, que constituyeron el MULTI.

## Orígenes
En el contexto de la violencia en la región triqui en la década de 1980 y principios de los años 1990, las organizaciones que actuaban en la zona quedaron desarticuladas. Los priistas se reorganizaron en la Ubisort, fundada el 4 de octubre de 1994. La organización comenzó gestionando financiamiento y servicios para las comunidades afines a ella, y de alguna manera compartía propósitos con el MULT. Las gestiones de Ubisort fueron poco exitosas, de modo que optaron pronto por la movilización para llamar la atención del gobernador Diódoro Carrasco. La relación entre la Ubisort y el gobierno de Oaxaca pasó por algunas turbulencias en la década de 1990, hecho que fue paralelo al acercamiento entre el MULT y la administración estatal. 
En ese contexto se firmó el Pacto para el Desarrollo y la Justicia de la Región Triqui el 15 de mayo de 1995. Los primeros firmantes fueron el gobierno oaxaqueño y el MULT. La Ubisort se adhirió a esta propuesta con posterioridad. El proyecto pretendía terminar con la violencia, la inseguridad y la inestabilidad política en la región triqui, pero no se concretó y excluyó a algunas comunidades importantes y a otros actores con presencia regional. Por eso, su efecto no fue profundo ni permanente.
Algunos disidentes de Ubisort participaron con el MULTI en la creación del municipio autónomo indígena de San Juan Copala, que pretendía pacificar la zona triqui a través de un gobierno indígena que rigiera por el sistema de usos y costumbres.